# Bambio
Bambio è una subprefettura della Prefettura di Sangha-Mbaéré, nella Repubblica Centrafricana. 